# 努斯维莱尔-圣纳博尔
努斯维莱尔-圣纳博尔（法語：Nousseviller-Saint-Nabor，法語發音：[nusvilɛʁ sɛ̃ nabɔʁ]；洛林法兰克语：Nusswiller）是法国摩泽尔省的一个市镇，属于福尔巴克-布莱摩泽尔区。 

## 地理
努斯维莱尔-圣纳博尔（49°7'9"N, 6°58'14"E）面积6.13 平方千米，位于法国大東部大區摩泽尔省，该省份为法国东北部内陆省份，是洛林的一部分，西南接默尔特-摩泽尔省，东临下莱茵省，北与卢森堡和德国接壤。
与努斯维莱尔-圣纳博尔接壤的市镇（或旧市镇、城区）包括：布斯巴克、迪布兰、温德兰、凯尔巴克、利克桑莱鲁兰、梅灿、鲁兰、唐特兰。
努斯维莱尔-圣纳博尔的时区为UTC+01:00、UTC+02:00（夏令时）。

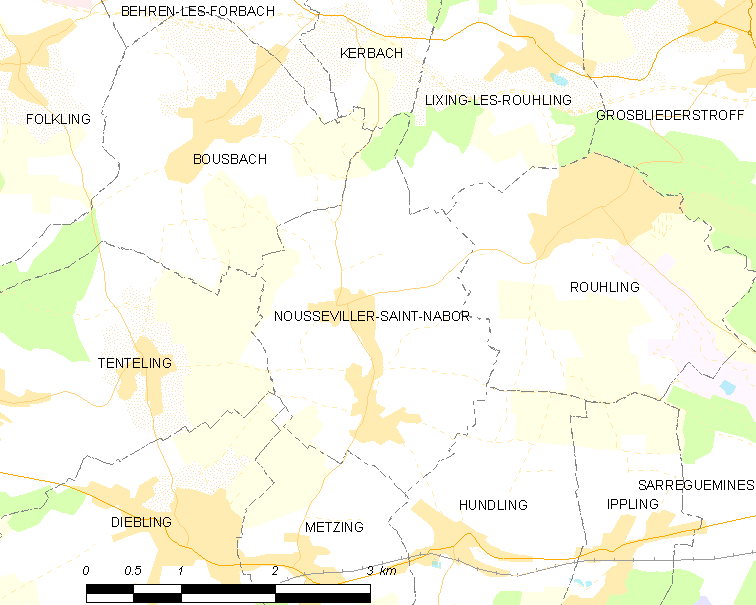
努斯维莱尔-圣纳博尔的OSM定位图

## 行政
努斯维莱尔-圣纳博尔的邮政编码为57990，INSEE市镇编码为57514。

## 政治
努斯维莱尔-圣纳博尔所属的省级选区为斯蒂兰旺代勒县。

## 人口

1962-2008年间努斯维莱尔-圣纳博尔人口变化图示

努斯维莱尔-圣纳博尔于2022年1月1日时的人口数量为1185人。